# Mother Earth (Zeitschrift)

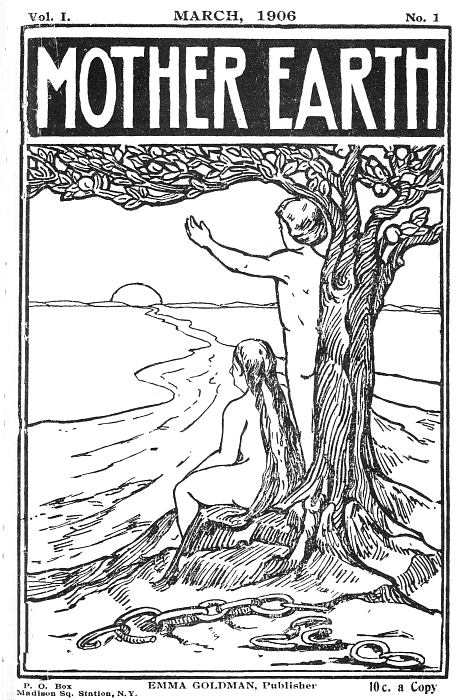
Titelblatt der ersten Ausgabe, 1906

Mother Earth war eine von Emma Goldman initiierte und herausgegebene US-amerikanische anarchistische Zeitschrift, die von 1906 bis 1917 in New York erschien.

## Geschichte
Nach dem durch Attentat auf Präsident McKinley, mit dem Emma Goldman medial stark in Verbindung gebracht wurde, hatte sie sich für eine Weile aus der Öffentlichkeit zurückgezogen. Als Managerin der Theatertruppe des Russen Paul Orleneff kam sie 1905 allerdings mit vielen Kulturschaffenden in Kontakt. Aus Dankbarkeit für ihre Unterstützung organisierte die Truppe eine Benefizvorstellung für Goldman, die 250 Dollar Startkapital für das von ihr konzipierte Magazin einbrachte. Ursprünglich sollte das Magazin nach einem Gedicht Walt Whitmans The Open Road heißen, weil es allerdings bereits in Indiana ein Magazin mit diesem Namen gab, entschied sich Goldman für den Namen Mother Earth. Die erste Ausgabe der Zeitschrift wurde unter Chefredakteur Max Baginski in Goldmans Wohnung fertiggestellt und im März 1906 veröffentlicht. 1907 bot Goldman ihrem Freund Alexander Berkman, der 1906 aus der langen Haft nach dem Attentat auf Henry Frick entlassen wurde und Schwierigkeiten hatte, sich an das Leben in der Freiheit zu gewöhnen, an, als Mitherausgeber tätig zu werden. Als Goldman und Baginski im Frühjahr 1907 auf Fundraising-Tour waren, übernahm er auch offiziell die Herausgeberschaft, die er für die nächsten acht Jahre innehaben sollte. Auch wenn zwischenzeitlich andere Redaktionsadressen angegeben wurden, blieb bis 1913 Goldmans Wohnung, 210 East 13th Street, das Hauptquartier der Zeitung, wo eine Vielzahl von Mitarbeitern, Gästen und Interessierten ein und aus gingen. In ihren Memoiren Living My Life schreibt Goldman über diese Zeit:

„The nerve-racking buzz of its linotypes and presses never let up. My room was the living-room, dining-room, and Mother Earth office, all in one. I slept in a little alcove behind my bookcase. There was always someone sleeping in front, someone who had stayed too late and lived too far away or who was too shaky on his feet and needing cold compresses or who had no home to go to.“

„Das nervenaufreibende Summen der Linotype und der Druckmaschinen ließ nie nach. Mein Zimmer war Wohnzimmer, Esszimmer und Büro von Mother Earth in einem. Ich schlief in einer kleinen Nische hinter meinem Bücherregal. Davor schlief immer jemand, der zu lange geblieben war und zu weit weg wohnte oder der zu wackelig auf den Beinen war und kalte Kompressen brauchte oder der kein Zuhause hatte, zu dem er gehen konnte.“

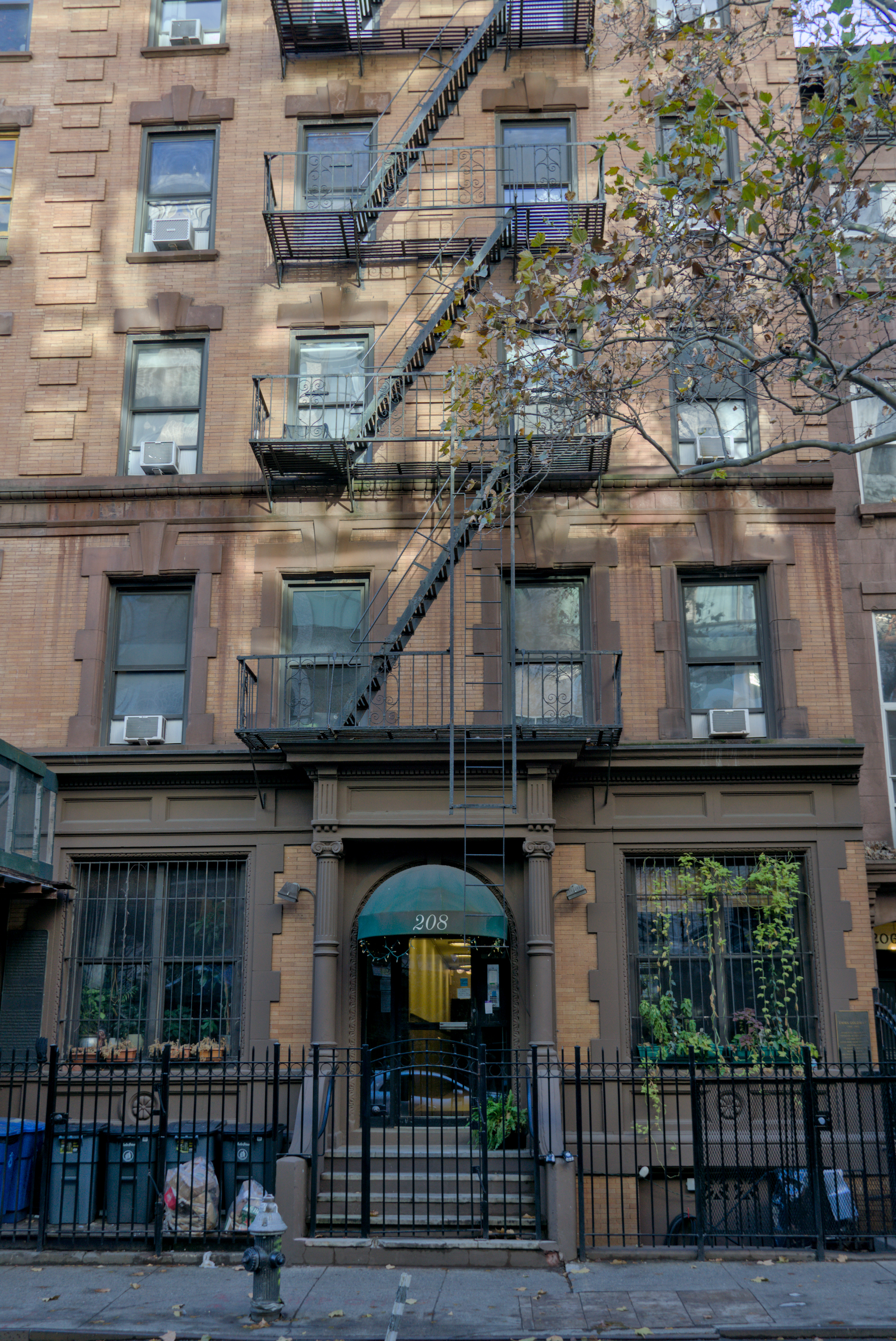
210 (heute 208) East 13th, das Gebäude in dem Goldmans Wohnung und die Redaktion untergebracht waren.

1913 bezog die Zeitschrift neue Räume an der Adresse 74 West 119th Street in einem großen Haus in Harlem, wo auch Platz für einen Buchladen, Vorträge und Treffen und für die Unterkunft von Eleanor Fitzgerald, Alexander Berkman, Rebecca Edelsohn, Emma Goldman, die Haushälterin Rhoda Smith sowie Ben Reitman und seine Mutter. Goldman hatte Reitman 1908 kennengelernt und mit ihm eine komplizierte Beziehung begonnen. Ben Reitman war im Mother-Earth-Umfeld unbeliebt, auch wenn er durch seine Marketing-Fähigkeiten zur finanziellen Stabilität des Magazins beitrug. In einem Brief an Goldman schrieb Reitman selbstmitleidig: „Du bist eine Macht, Berkman eine Kraft und Reitman ein Witz“. Nachdem der gemeinsame Haushalt auseinandergegangen war, zogen Goldman und die Mother Earth-Redaktion im Oktober 1914 in ein Zwei-Zimmer-Loft an der Adresse 20 East 125th Street. Berkman und Fitzgerald zogen 1915 nach San Francisco, um die Zeitschrift The Blast herauszugeben. 1917 kehrten sie nach New York zurück und veröffentlichten The Blast aus einem Zimmer oberhalb der Mother-Earth-Redaktion. Im gleichen Jahr agitierten Goldman und Berkman auch gegen die amerikanische Einmischung in den Ersten Weltkrieg und die eingeführte Wehrpflicht. Am 15. Juni 1917 trat der Espionage Act in Kraft, der unter anderem „den organisierten Widerstand gegen den Krieg“ kriminalisierte. Am gleichen Tag kam es zu einer Razzia in der Redaktion des Magazins, in deren Zuge laut der New York Times „eine Wagenladung anarchistischer Aufzeichnungen und Propaganda“ konfisziert wurden. Berkman und Goldman wurden inhaftiert. Im August des gleichen Jahres erschien die letzte Ausgabe von Mother Earth. Für kurze Zeit versuchten einige Mitarbeiter noch das Mother Earth Bulletin zu veröffentlichen, das aber ebenfalls nach wenigen Monaten eingestellt wurde. Schon über die gesamte Veröffentlichungszeit hinweg war die Zeitschrift von der Zensur durch die Post und Anthony Comstock, bzw. die Comstock Laws, betroffen. Die letzten Juni- und August-Ausgaben wurden ebenfalls durch die Post konfisziert.
Die Abonnentenliste der Zeitschrift umfasste 3.000 Abonnenten, darunter 150 andere progressive Zeitschriften aus der ganzen Welt. Weil Zeitschriften unter Anarchisten häufig weitergegeben wurden, ist von einer deutlich höheren Anzahl an Lesern, Peter Glassgold schätzt sie auf etwa 10.000, auszugehen.

## Inhalte und Stil
Die Zeitschrift mit dem Untertitel „Monthly Magazine Devoted to Social Science and Literature“ erschien anfangs mit einem Umfang von 60 Seiten, der später aus finanziellen Gründen auf 30 Seiten gekürzt wurde. Das Format war so gewählt, dass die Zeitschrift in die Hemdtasche eines Arbeiters passen würde. Ein Vorbild für die Gestaltung war das französische Magazin L'Humanite Nouvelle, das von Augustin Hamon herausgegeben wurde. Ursprünglich war der Anspruch, politische und literarische Themen zusammen zu behandeln. Weil aber die politischen Probleme der Zeit häufig drängender erschienen, nahm der Anteil literarischer Texte stetig ab. Der Stil der Zeitschrift war laut Goldman-Biographin Alice Wexler konventionell, was sie durch den „relativ konservativen ästhetischen Geschmack“ der Herausgeber sowie deren „Gleichgültigkeit gegenüber Experimenten mit Form und Stil“ erklärt. Goldman versuchte durch das Magazin auch Leser der Mittelschicht zu erreichen, was zu Konflikten mit militanteren Mitgliedern der Redaktion und insbesondere Alexander Berkman führte. Obwohl die Mother-Earth-Gruppe hauptsächlich aus Immigranten bestand, wurde das Magazin anders als andere anarchistische Zeitschriften englischsprachig veröffentlicht.
Die Zeitschrift enthielt mehrere regelmäßige Rubriken, darunter Tourberichte Emma Goldmans und den Abschnitt „Comments and Observations“ (dt. „Kommentare und Beobachtungen“) mit humorvollen Kurznachrichten und Berichten sowie Verweisen auf frühere Ausgaben. Die Ausgaben wurden häufig durch ein Gedicht eröffnet, enthielten Anzeigen für anarchistische Aktivitäten und Veranstaltungen sowie für Veröffentlichungen, die durch die Mother Earth Publishing Association erwerblich waren. Das Magazin veröffentlichte außerdem immer wieder Ausschnitte aus anarchistischen Klassikern. Zu den immer wieder in Mother Earth behandelten Themen gehörten Sexualität und Freie Liebe, Verhütung und die Abschaffung der Ehe. Mother Earth berichtete außerdem über das moderne Drama, dessen Wichtigkeit für gesellschaftliche Veränderungen Goldman auch während ihrer Vorträge hervorhob. Das Magazin hob aber auch klassisch anarchistische Themen wie direkte Aktion hervor. Außerdem kämpften die Autoren immer wieder für Rede- und Meinungsfreiheit und gegen Militarismus. Insbesondere die Aufrufe gegen den Ersten Weltkrieg und die Agitation für Verhütung brachten der Zeitschrift die größte Aufmerksamkeit ein.

## Autoren
Zu den in Mother Earth veröffentlichten Autoren gehörten u. a.:
- Maxim Gorky
- Sadakichi Hartmann
- Voltairine de Cleyre
- Hippolyte Havel
- Eugene O’Neill
- Louise Bryant
- Peter Kropotkin
- Leo Tolstoy
- Rudolf Rocker
- Margaret Sanger
- Mabel Dodge
- Élisée Reclus
- Max Nettlau
- Errico Malatesta

## Cover
In den meisten Jahren der Veröffentlichung gab es nur sporadisch künstlerisch gestaltete Cover. Dazu gehörten Porträts bekannter Anarchisten wie Francisco Ferrer, Denjuiro Kotoku, Voltairine de Cleyre und Peter Kropotkin sowie Zeichnungen von anerkannten Künstlern wie Robert Minor, Jules-Félix Grandjouan, Man Ray und Adolf Wolff. Im Gegensatz zu anderen modernistischen Magazinen waren die meisten Cover vergleichsweise konventionell gestaltet. In den letzten Jahren der Veröffentlichung, 1914 bis 1917, erschienen deutlich mehr illustrierte Titelblätter, wohl auch um im Angesicht der Zensur neue Leser zu gewinnen.